# Hapoel Afula B.C.
Hapoel Afula B.C. (hebr. הפועל עפולה) – izraelski klub koszykarski z siedzibą w Afuli. Obecnie gra w drugiej izraelskiej lidze Liga Leumit.

## Historia
Koszykarski klub Hapoel Afula B.C. został założony w 1968 roku. W latach 70. i 80. XX wieku klub brał udział w rozgrywkach Izraelskiej Super Ligi. Po spadku do niższej ligi, połączył się Hapoel Gilboa, tworząc Hapoel Gilboa/Afula. W sezonie 2006/2007 zakończyła ona rozgrywki na 6. miejscu w krajowej lidze. Z powodu braku środków finansowych drużyna w 2008 roku spadła do drugiej ligi rozgrywek. Nastąpiło wówczas rozłączenie klubów na odrębne.